# Бадинтер, Ефим Яковлевич
Ефим Яковлевич Бадинтер (24 августа 1933, Кишинёв — 27 апреля 2013, там же) — молдавский и советский учёный, инженер. Лауреат Государственной премии Молдавской ССР в области науки и техники (1974). Заслуженный изобретатель Молдавии.

## Биография
Родился в семье снабженца Якова Соломоновича Бадинтера (1904—?) и бракёра на кишинёвском заводе «Искож» Эсфири Абрамовны Бадинтер. В 1951 году закончил 40-ю среднюю школу на Боюканском спуске с серебряной медалью, затем Московский институт стали и сплавов. На протяжении двух лет работал инженером на подмосковном заводе «Электросталь», затем вернулся в Кишинёв. Работал старшим лаборантом в Молдавском филиале АН СССР. Доктор технических наук (доктор хабилитат).
В 1959 году был одним из основателей Кишинёвского научно-исследовательского института электроприборостроения (КНИИЭП, с 1996 года — ELIRI), где прошёл путь от младшего научного сотрудника, заведующего отделом, заместителя директора НИИ по науке и, наконец, директора — возглавлял институт в 1983—2013 годах. В 1974 году совместно с З. И. Зеликовским и И. Ф. Драбенко как руководитель исследовательской группы был удостоен Государственной премии Молдавской ССР «за создание и промышленное освоение организациями и предприятиями Молдавской ССР электроизмерительных приборов и элементов на основе литого микропровода».
Основные научные интересы — литые микропровода в стеклянной изоляции, приборостроение, информационная техника, радиоэлектроника, микроэлектроника.
Дочь — Янина Ефимовна Бадинтер (Кочорва, род. 1963, Кишинёв), экономист.

## Монографии
- E. Ya. Badinter, V. M. Geller, L. E. Degtyar, Z. I. Zelikovskii, V. P. Tsetenes. New Analog Computing Elements Made of Fused Microconductors in Glass Insulation. FOREIGN TECHNOLOGY DIV WRIGHT-PATTERSON AFB OHIO. Defense Technical Information Center, 1969.
- Е. Я. Бадинтер, Н. Р. Берман, И. Ф. Драбенко, З. И. Зеликовский. Литой микропровод и его свойства. Кишинёв: Штиинца, 1973.
- Ю. И. Аввакумов, Е. Я. Бадинтер, И. Ф. Драбенко. Микропровод в приборостроении. Кишинёв: Штиинца, 1974.
- Е. Я. Бадинтер. Литой микропровод и его применение в науке и технике. АН МССР, Институт прикладной физики. Кишинёв: Штиинца, 1988.
- Е. Я. Бадинтер. Литой микропровод в приборостроении. Кишинёв: ELIRI, S. A., 2002.